# ソモト峡谷国定記念物

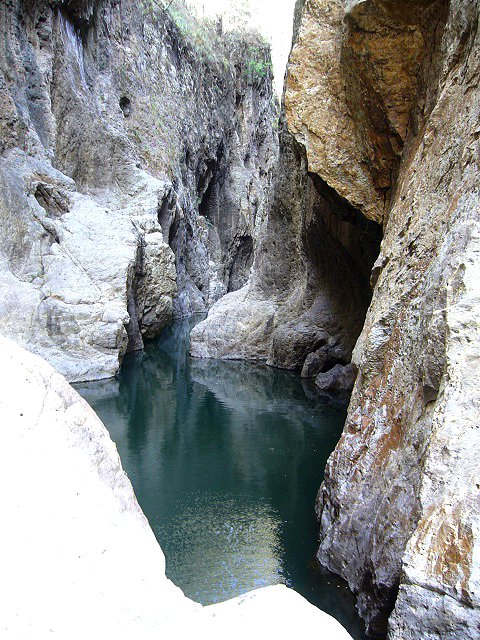
ソモト峡谷国定記念物

ソモト峡谷国定記念物(Monumento Nacional Cañón de Somoto)は、ニカラグアのマドリス県に位置する峡谷である。国定記念物として170.31ヘクタールを保護区域としており、うち125ヘクタールが峡谷の実領域である。
ソモト峡谷は、2005年11月29日、Monumento Nacional（国定記念物）に指定された。ソモト峡谷国定記念物は72箇所あるニカラグアの保護区域の一つで、MARENA（Ministerio del Ambiente y los Recursos Naturales、環境天然資源省）によって管理されている。

## 歴史
2004年にチェコ共和国とニカラグアのINETER（INSTITUTO NICARAGÜENSE DE ESTUDIOS TERRITORIALES、ニカラグア国土調査院）による共同の科学者グループによって峡谷が発見されるまで、ソモト峡谷はほぼ未踏の領域であった。峡谷は中新世の500万年から1300万年前の期間に形成されたと考えられている。2004年に発見された後、ソモト峡谷は観光名所として開発され、ニカラグアの観光の成長をいっそう促進した。しかし、発見以降、峡谷の岩壁に落書きが描かれるといった事件が起きるなど、観光地開発による悪影響もでた。MARENAとINETERは技術者を派遣して、破壊行為による被害の清掃と修復を行った。